# Sydlige Nederlande
De Sydlige Nederlande (nederlandsk: Zuidelijke Nederlanden; spansk: Países Bajos del Sur; fransk: Pays-Bas méridionaux), eller De katolske Nederlande, var den del af Nederlandene, som i stor grad var kontrolleret af Spanien (1556–1714) og Østrig (1714–1794) - og annekteret af Frankrig (1794–1815). Regionen omfattede også flere mindre stater, som hverken blev styret af Spanien eller Østrig: fyrstbispedømmet Liège, rigsabbedi Stavelot-Malmedy, hertugdømmet Bouillon, hertugdømmet Horne og fyrsteabbediet Thorn. De sydlige Nederlande var en del af det tysk-romerske rige, til hele området blev annekteret af det revolutionære Frankrig.
De Sydlige Nederlande udgjorde det meste af
- de senere stater Belgien og Luxembourg,
- dele af Nederlandene og Tyskland (regionen Opper-Gelre som i dag delt mellem Tyskland og den nederlandske provins Limburg) og i 1713 i stor grad afstået til Preussen
- Bitburg-området i Tyskland (en del af Luxembourg)
- og til 1678 det meste af regionen Nord-Pas-de-Calais og området Longwy i Nordfrankrig.